# Steel Aréna
Steel Aréna – Košický štadión Ladislava Trojáka je nová domácí hala a hokejový stadion klubu HC Košice.
Stadion byl otevřen 24. 2. 2006. Jeho kapacita dosahuje 8 378 míst k sezení a stadion byl pojmenován na počest generálního sponzora klubu U. S. Steel Košice (člena americké ocelářské korporace United States Steel Corporation) a také na počest Ladislava Trojáka, košického hokejisty, který se jako první rodilý Slovák stal mistrem světa v tehdejším národním týmu Československa.
Steel Aréna je jeden z hostitelských stadionů, kde se hrály Mistrovství světa v ledním hokeji 2011 a Mistrovství světa v ledním hokeji 2019, které se konaly v Bratislavě a Košicích na Slovensku.

## Basketbal v hale
Steel Arénu od roku 2013 pravidelně využívá pro zápasy Euroligy ženský basketbalový klub Good Angels Košice. Divácká podpora tohoto družstva nemá v evropském ženském basketbalu obdoby. Již v listopadu 2007 byl v této hale sehrán zápas proti Spartaku Moskva, který navštívilo 7 120 diváků, což tehdy znamenalo nový evropský rekord v počtu diváků na ženském basketbalovém utkání.
V listopadu 2013 si do haly na zápas proti Jekatěrinburgu našlo cestu 7 855 lidí a o měsíc později bylo toto číslo ještě vylepšeno v utkání proti Bourges, při kterém bylo i díky zvýšené kapacitě haly ohlášeno 8 597 diváků. Toto číslo vydrželo na pozici euroligového rekordu do prosince 2014, kdy bylo pokořeno při utkání mezi družstvy Wisla Kraków a Galatasaray Istanbul, kterému v čerstvě otevřené Kraków Areně přihlíželo 12 990 lidí. To znamená, že v současnosti je zápas Košice-Bourges na druhém místě euroligových tabulek a zároveň se jedná o čtvrtou nejvyšší návštěvu ženského basketbalového utkání na evropském území.

## Hudební události
Aréna dosud hostila koncerty mnoha známých umělců, mezi kterými byli:
- Bryan Adams
- Deep Purple
- Kim Wilde
- Yamato
- Abba Mania
- Jean-Michel Jarre
- Seal
- Vanessa-Mae
- Australian Pink Floyd Show
- Lord of the Dance
- Andrea Bocelli
- Carmen
- Kool & the Gang
- Tiësto
- Enrique Iglesias
- Scorpions
- Buena Vista
- Faithless
- Eros Ramazzotti
- Elton John
- 50 Cent

## Galerie

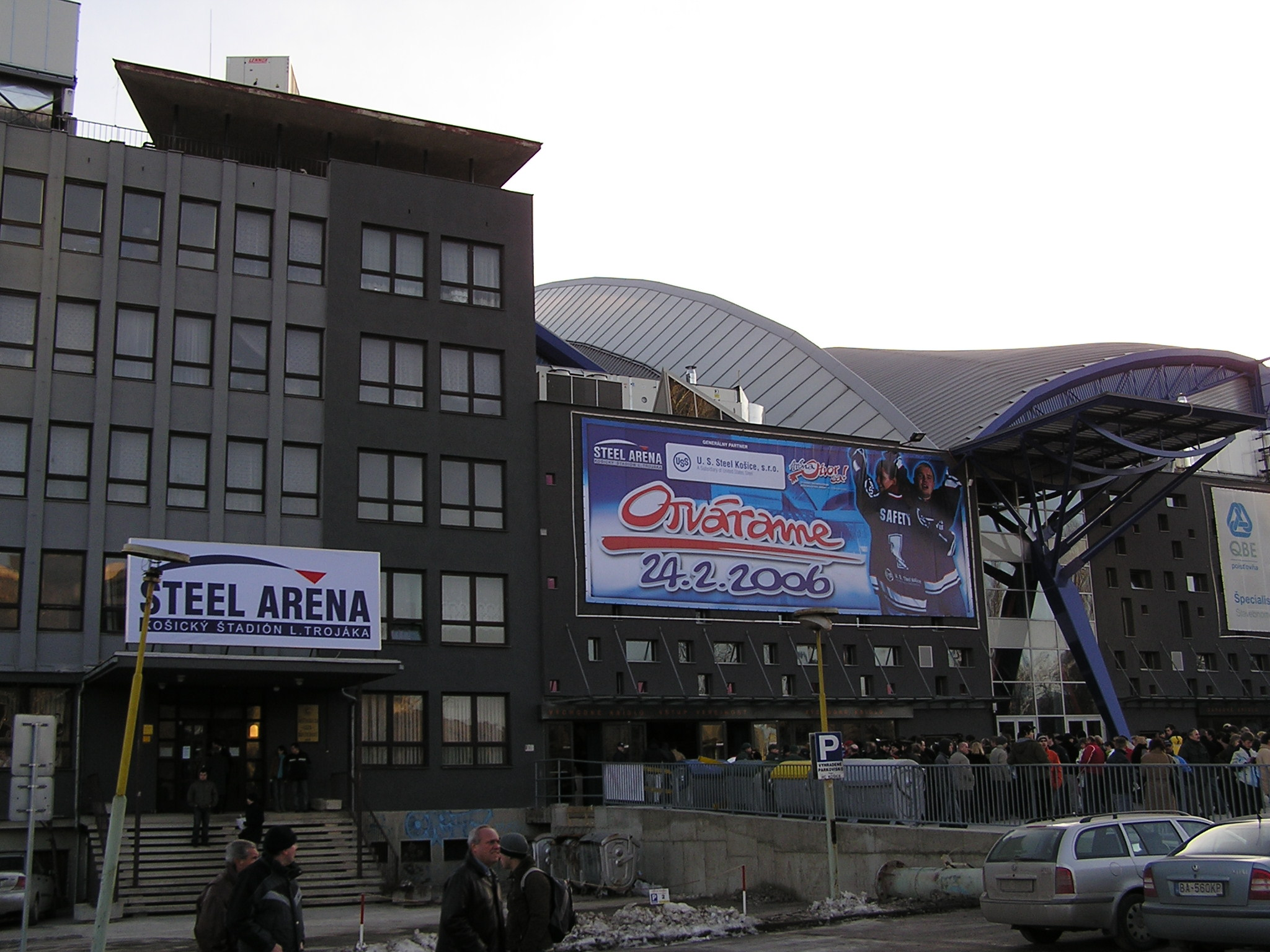
Steel Aréna se otevírá (24. 2. 2006)
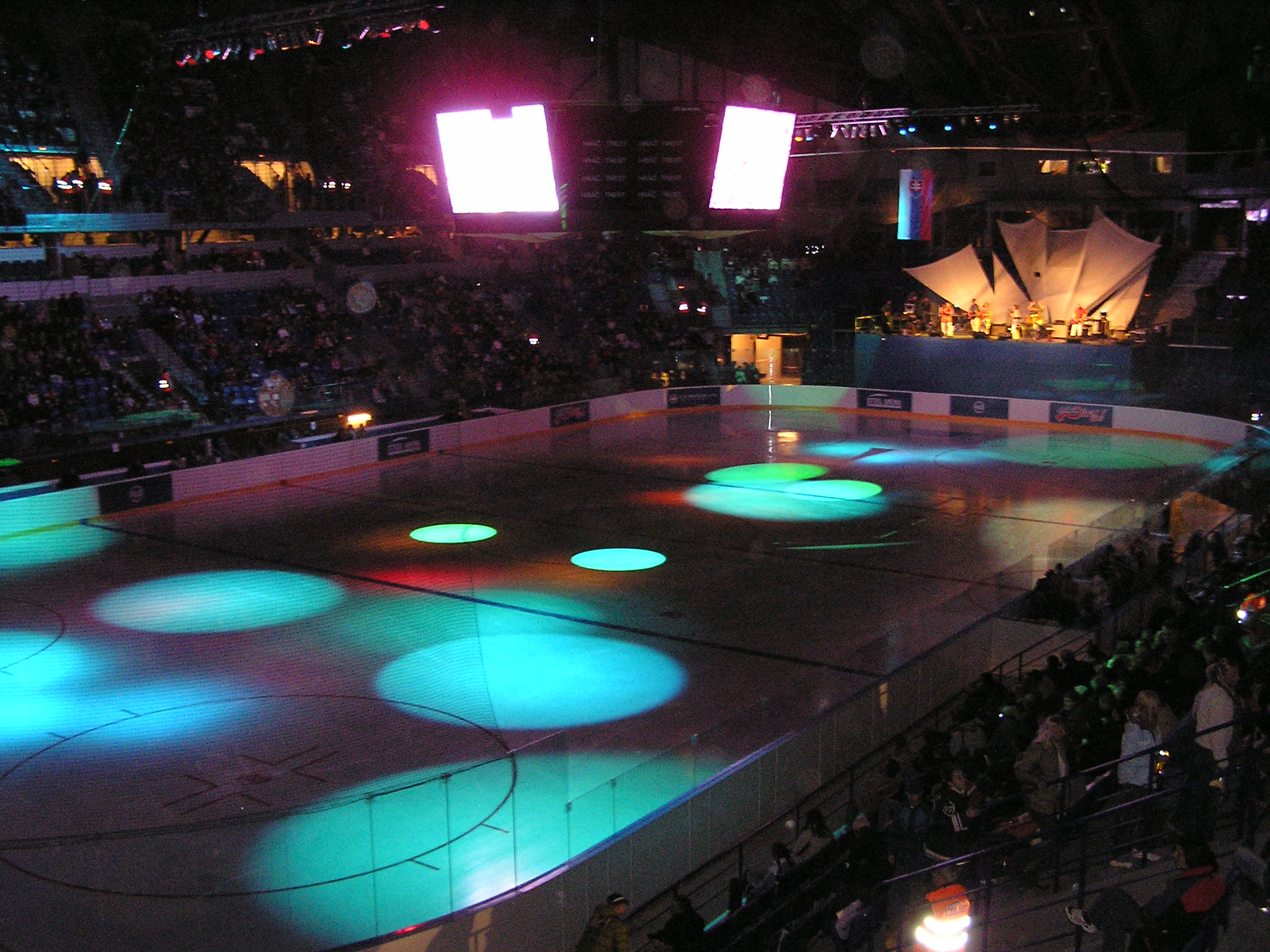
Otevírací ceremonie
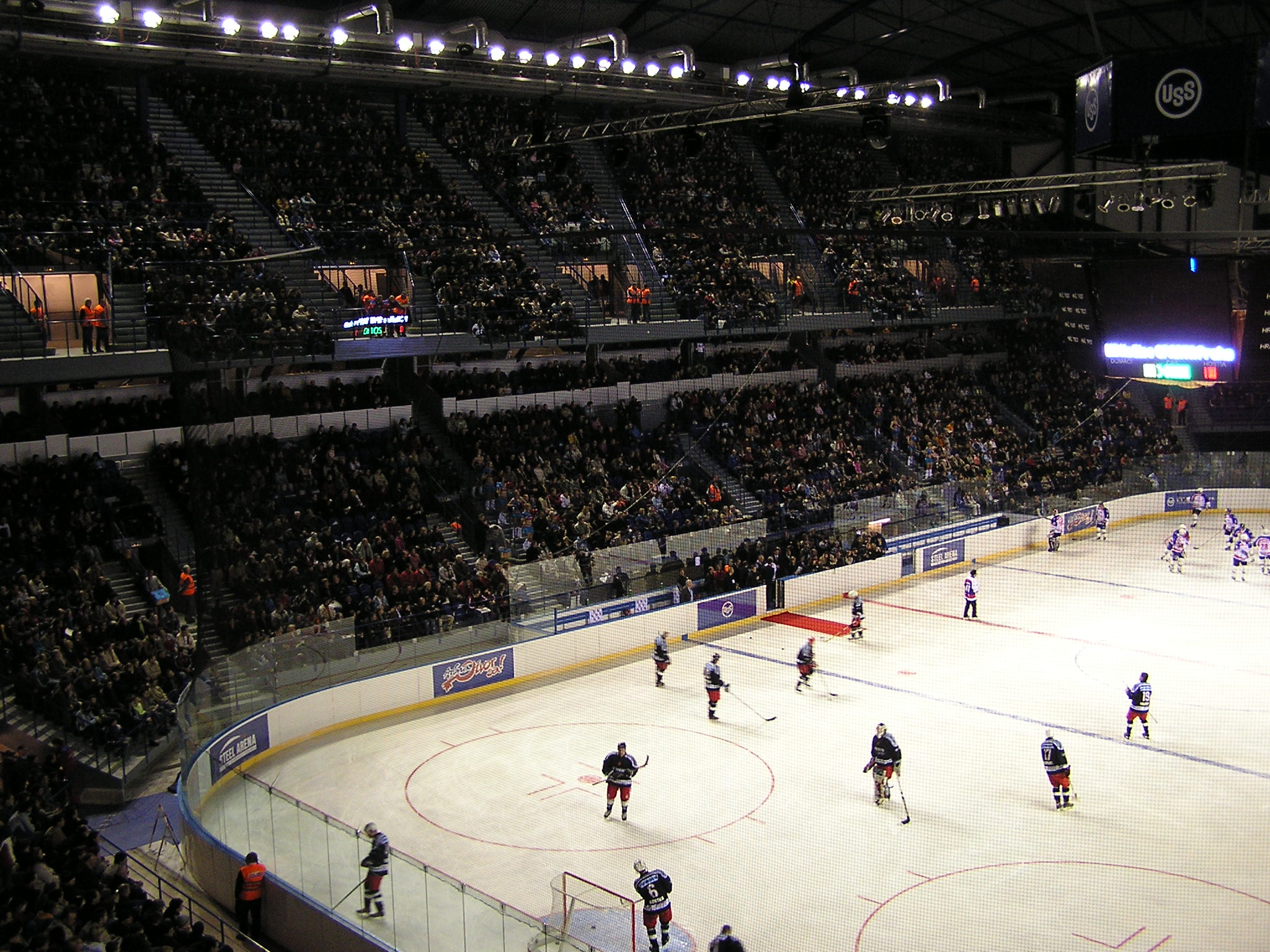
První zápas v nové hale Steel Arény – „veteráni“ HC Sparta Praha vs. „veteráni“ HC Košice